# Bombowe dziewczyny
Bombowe dziewczyny (ang. Bomb Girls) – kanadyjski serial emitowany od 4 stycznia 2012 roku na kanale Global. W Polsce nadawany na kanale Fokus TV.

## Opis fabuły
Bohaterkami są cztery Kanadyjki, które z powodu wybuchu II wojny światowej i braku mężczyzn zdolnych do pracy w fabrykach, podejmują pracę w fabryce amunicji.

## Obsada[3]
- Jodi Balfour jako Gladys Witham
- Antonio Cupo jako Marco Moretti
- Charlotte Hegele jako Kate Andrews
- Ali Liebert jako Betty McRae
- Lisa Norton jako Edith
- Anastasia Phillips jako Vera Burr
- Sebastian Pigott jako James Dunn
- Meg Tilly jako Lorna Corbett